# WWF SmackDown! Just Bring It
WWF SmackDown! Just Bring It (Exciting Pro Wrestling 3 в Японии) — компьютерная игра 2001 года для PlayStation 2 в жанре симулятора рестлинга, разработанная Yuke’s, и изданная THQ. Игра оснонована на рестлинг-промоушне World Wrestling Federation (WWF, ныне WWE).
Игра входит в серию WWE SmackDown! (позже WWE SmackDown! vs. Raw, WWE и WWE2K), являясь третьей её частью.
Это продолжение WWF SmackDown! 2: Know Your Role, выпущенной в ноябре 2001 года. Это также первая игра в серии, которая вышла на PlayStation 2 и последняя игра серии под брендом WWF.

## Игровой процесс
Впервые в серии возле ринга появились комментаторы, Майкл Коул и Тэзз. Одним из улучшений в этой игре является появление матчей команды из шести человек, а также battle royal-матчей шести и восьми человек. Кроме того, это первая игра в серии, которая давала каждому рестлеру два завершающих приёма, а также первая, в которой можно было редактировать рестлеров. Just Bring It первая игра в серии, в которой присутствовали аутентичные, полные выходы к рингу. В игре есть несколько арен 2000 и 2001 года, включая арену Raw Is War и оригинальную и новую арену SmackDown!.

### Режимы игры
Вместо сезонных режимов, представленных в предыдущих играх серии SmackDown!, в Just Bring It этого есть режим «История». Игрок получает больше контроля над действиями своего рестлера в режиме «История», например, имея возможность выбирать, на какой титул WWF претендовать. В режиме «История» игрок может получить разблокируемые предметы, включая дополнительных рестлеров.

## Отзывы
Игра получила «в целом положительные отзывы» по обзорам агрегатора Metacritic.
| Сводный рейтинг    | Сводный рейтинг |
| Агрегатор          | Оценка          |
| ------------------ | --------------- |
| GameRankings       | 77,73 %         |
| Metacritic         | 76/100          |
| Иноязычные издания |                 |
| Издание            | Оценка          |
| AllGame            | [ 3 ]           |
| EGM                | 7,67/10         |
| Eurogamer          | 7/10            |
| Game Informer      | 8/10            |
| GamePro            | [ 7 ]           |
| GameRevolution     | B+              |
| GameSpot           | 8,1/10          |
| GameSpy            | 85 %            |
| GameZone           | 8/10            |
| IGN                | 7,8/10          |
| OPM                | [ 13 ]          |
| BBC Sport          | 87 %            |
| Maxim              | 8/10            |